# U大道車站 (IND卡爾弗線)
U大道車站（英語：Avenue U station）是紐約地鐵IND卡爾弗線的一個慢車地鐵站，位於布魯克林格雷夫森德U大道及麥當奴大道交界，設有F線（任何時候停站）列車服務。

## 車站結構
| 月台層 | 側式月台 | 側式月台                              |
| 月台層 | 北行慢車 | ← 往牙買加-179街 (金斯公路)           |
| 月台層 | 尖峰快車 | → 無定期服務                          |
| 月台層 | 南行慢車 | → 往康尼島-斯提威爾大道 (X大道) →     |
| 月台層 | 側式月台 |                                       |
| 夾層   | 夾層     | 閘機、車站詢問處、MetroCard自動售票機 |
| Ground | 街道層   | 出入口                                |

此高架車站在1919年3月16日啟用，設有兩個側式月台和三條軌道，中央軌道正常情況下不使用。
2016年6月7日至2017年5月1日，此站南行月台關閉以便進行翻新。而曼哈頓方向月台則自2017年5月22日關閉至2018年初。

## 外部連結
- nycsubway.org—BMT Culver Line: Avenue U
- Station Reporter — F train
- The Subway Nut — Avenue U Pictures （页面存档备份，存于）
- Avenue U entrance from Google Maps Street View （页面存档备份，存于）
- Gravesend Neck Road exit only from Google Maps Street View （页面存档备份，存于）
- Platforms from Google Maps Street View (During 2016-2018 Renovation)